# Barbadische Fußballnationalmannschaft
Die barbadische Fußballnationalmannschaft ist die Fußballnationalmannschaft des karibischen Inselstaates Barbados. Das Team zählt zur sportlichen Mittelklasse des Kontinentalverbandes CONCACAF. Bisher ist es der Mannschaft noch nicht gelungen, sich für den CONCACAF Gold Cup oder die Fußball-Weltmeisterschaft zu qualifizieren.

## Turniere

### Weltmeisterschaft
- 1930 bis 1974 – nicht teilgenommen
- 1978 – In der Qualifikation zur WM 1978 in Argentinien traf man in der Karibikzone der 1. Runde in der Gruppe A auf Trinidad und Tobago und schied nach einem 2:1 und 0:1 mit 1:3 im Entscheidungsspiel aus.
- 1982 – nicht teilgenommen
- 1986 – In der Qualifikation zur WM 1986 in Mexiko wurde man in der Gruppe 3 der 1. Runde gegen Costa Rica gelost, zog sich jedoch aus der Qualifikation zurück.
- 1990 – nicht teilgenommen
- 1994 – In der Qualifikation zur WM 1994 in den USA traf man in der Karibikzone 2 der 1. Runde auf Trinidad und Tobago und schied mit 1:2 und 0:3 aus.
- 1998 – In der Qualifikation zur WM 1998 in Frankreich traf man in der Karibikzone 4 der Vorrunde erst auf Dominica und setzte sich mit zwei 1:0-Siegen durch. Danach traf man auf Jamaika, gegen das man mit 0:1 und 0:2 ausschied.
- 2002 – In der Qualifikation zur WM 2002 in Japan und Südkorea setzte man sich in der Karibikzone 1 der Vorrunde erst mit 2:2 und 3:2 n. V. gegen Grenada durch und traf dann auf Aruba, gegen das man sich mit 3:1 und 4:0 ebenfalls durchsetzen konnte. Danach traf man auf Kuba und konnte sich im Elfmeterschießen nach zwei 1:1-Unentschieden für die Zwischenrunde qualifizieren. Dort traf man in der Gruppe 3 auf die USA, Costa Rica und Guatemala. Nach fünf Niederlagen und nur einem Sieg schied man als Gruppenletzter aus.
- 2006 – In der Qualifikation zur WM 2006 in Deutschland traf man in der 2. Runde auf die Mannschaft von St. Kitts und Nevis und schied mit 0:2 und 2:3 aus.
- 2010 – Im Rahmen der Qualifikation zur Fußball-Weltmeisterschaft 2010 in Südafrika traf das Team in der ersten Runde der CONCACAF-Zone auf die Nationalmannschaft Dominicas. Das Hinspiel in Roseau (Dominica) endete 1:1 am 6. Februar 2008. Das Rückspiel in Bridgetown (Barbados) am 26. März gewann Barbados mit 1:0 und zog damit in die Zweite Runde ein. Dort traf man am 15. Juni im Hinspiel in Los Angeles auf die USA und unterlag deutlich mit 0:8. Das Rückspiel fand am 22. Juni in Bridgetown statt und endete 0:1. Damit war Barbados ausgeschieden.
- 2014 – In der Qualifikation zur WM 2014 in Brasilien traf man in der 2. Runde auf Trinidad und Tobago, Guyana, und Bermuda. Nach sechs Niederlagen schied man als Gruppenletzter aus.
- 2018 – In der Qualifikation zur WM 2018 in Russland besiegte Barbados in der ersten Runde im März 2015 die Amerikanischen Jungferninseln durch ein 0:1 daheim und 4:0 auswärts. Gegen Aruba wurden zwar beide Partien gewonnen (2:0 und 1:0), da man aber den gelbgesperrten Hadan Holligan einsetzte, wertete die CONCACAF das Rückspiel mit 3:0 für Aruba. Damit war Barbados ausgeschieden.[2]
- 2022 –  In der Qualifikation traf die Mannschaft in der ersten Runde auf Panama, Dominikanische Republik, Dominica sowie auf Anguilla. Nach je einem Sieg, einem Remis und einer Niederlage hatte die Mannschaft schon vor dem letzten Spiel, das dann remis endete, keine Chance mehr sich für die zweite Runde zu qualifizieren.
- 2026 – In der Qualifikation zur WM 2026 in Kanada, Mexiko und den USA traf die Mannschaft in der zweiten Runde im Juni 2024 und Juni 2025 auf Curaçao, Haiti, St. Lucia und auf Aruba. Nach einem Remis und drei Niederlagen wurde als Gruppenletzter die dritte Runde verpasst.

### CONCACAF Gold Cup
- 1991 – nicht teilgenommen
- 1993 bis 2025 – nicht qualifiziert

### Karibikmeisterschaft
- 1989 – Vorrunde
- 1990 – Das Turnier wurde vor dem Spiel um den dritten Platz abgebrochen, das Barbados spielen sollte
- 1991 – nicht teilgenommen
- 1992 bis 1993 – nicht qualifiziert
- 1994 – Vorrunde
- 1995 bis 1999 – nicht qualifiziert
- 2001 – Vorrunde
- 2005 – 4. Platz
- 2007 – Vorrunde
- 2008 – Vorrunde
- 2010 bis 2017 – nicht qualifiziert

## Trainer
- Eyre Sealy (1997–1998)
- Horace Beckles (1999–2000)
- Keith Griffith (2002)
- Kenville Layne (2003–2004)
- Mark Doherty (2005)
- Eyre Sealy (2006–2008)
- Thomas Jordan (2008–2010)
- Collin Forde (2011–2014)
- Marcos Falopa (2014–2015)
- Ahmed Mohamed (2017–2019)
- Russell Latapy (2019–2022)
- Orlando Costa (seit 2022)